# 옴벨라음포코주

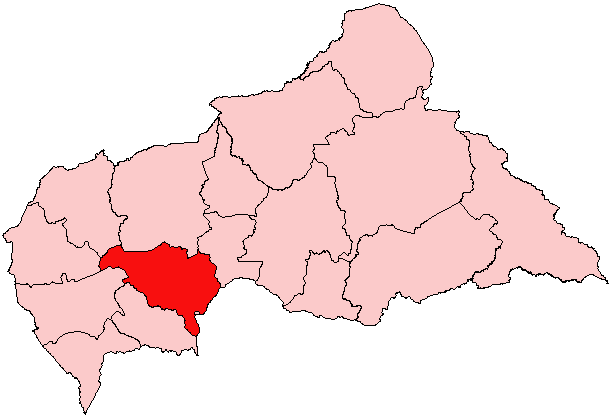
옴벨라음포코 주의 위치

옴벨라음포코주(Ombella-M'Poko)는 중앙아프리카 공화국의 주로, 주도는 빔보이며 남쪽으로는 콩고 민주 공화국과 국경을 맞대고 있다. 수도 방기를 둘러싸고 있는 행정 구역이지만 방기는 어느 주에도 속하지 않는 독립된 행정 구역으로 존재한다. 면적은 31835km2, 인구는 2003년 현재 356725명으로 인구밀도는 11명이다.